# Estanis Pedrola
Estanislau „Estanis“ Pedrola Fortuny (* 24. August 2003 in Cambrils) ist ein spanischer Fußballspieler, der aktuell für Sampdoria Genua spielt.

## Karriere
Pedrola wurde 2003 in Cambrils geboren. 2019 wechselte er von Espanyol Barcelona in die Jugend des CF Reus Deportiu. Zur Saison 2021/22 wechselte Pedrola zum FC Barcelona. Dort spielte der Flügelspieler zunächst mit der zweiten Mannschaft in der drittklassigen Primera División RFEF und den A-Junioren (U19) in der UEFA Youth League. 
Anfang Januar 2022 wurde der 18-Jährige von Xavi erstmals in den Spieltagskader der Profis berufen und debütierte bei einem 1:0-Sieg gegen den RCD Mallorca in der Schlussphase als Einwechselspieler in der Primera División.
Im August 2023 wurde Pedrola an den italienischen Zweitligisten Sampdoria Genua verliehen, welche ihn im Sommer 2024 fest verpflichteten. Anfang Februar 2025 wechselte er leihweise mit Kaufoption in die Serie A zum FC Bologna. Für Bologna absolvierte er während der Leihe nur ein Ligaspiel.

## Erfolge
FC Bologna
- Italienischer Pokalsieger: 2024/25